# Copa Federació saudita de futbol
La Copa Federació saudita de futbol fou una competició futbolística de l'Aràbia Saudita. S'inicià la temporada 1975-1976. Des de la temporada 2002-03 s'anomena Copa del Príncep Faisal Bin Fahad.

## Historial
Font:
- 1975-76: Al-Nasr
- 1985-86: Al-Ittihad
- 1986-87: Al-Hilal
- 1987-88: Al-Shabab
- 1988-89: Al-Shabab
- 1989-90: Al-Hilal
- 1990-91: Al-Ittifaq
- 1992-93: Al-Hilal
- 1993-94: Al-Qadisiya
- 1994-95: Al-Riyadh
- 1995-96: Al-Hilal
- 1996-97: Al-Ittihad
- 1997-98: Al-Nasr
- 1998-99: Al-Ittihad
- 1999-00: Al-Hilal
- 2000-01: Al-Ahli
- 2001-02: Al-Ahli
- 2002-03: Al-Ittifaq
- 2003-04: Al-Ittifaq
- 2004-05: Al-Hilal
- 2005-06: Al-Hilal
- 2006-07: Al-Ahli
- 2007-08: Al-Nasr
- 2008-09: Al-Shabab
- 2009-10: Al-Shabab